# Dan Radtke
Pour les articles homonymes, voir Radtke.
Dan Radtke, né le 3 décembre 1963, est un coureur cycliste est-allemand. Il a notamment été champion du monde du contre-la-montre par équipes juniors en 1981, et médaillé de bronze du championnat du monde élites de cette discipline en 1986.

## Biographie
En 1981, Dan Radtke, qui a commencé sa carrière au sein de l'ASKV Francfort/Oder, devient champion du monde du contre-la-montre par équipes juniors, avec Uwe Ampler, Frank Jesse et Ralf Wodinsky. En 1982, il est septième du Tour de RDA. L'année suivante, il remporte le Tour de Rhénanie-Palatinat, est deuxième du Tour de Bulgarie et troisième du Tour de Basse-Saxe. 
En 1984, il gagne en France le Ruban Granitier Breton. Dans les années suivantes, il obtient plusieurs places sur les podiums lors de course par étapes. En 1985 et 1988, il se classe deuxième du Tour de RDA. En 1986, il est médaillé de bronze du championnat du monde du contre-la-montre par équipes avec l'équipe de la RDA (Ampler, Uwe Raab, Mario Kummer) à Colorado Springs. En 1988, avec son club, il est champion est-allemand dans la même discipline.
En 2006, Radtke est élu président du club de cyclisme de Francfort-sur-l'Oder. En 2010, il est vice-président et directeur général du club. Il est également impliqué dans le club en tant qu'entraîneur,.

## Palmarès
- 1981
  -  Champion du monde du contre-la-montre par équipes juniors (avec Uwe Ampler, Frank Jesse et Ralf Wodinsky)
- 1983
  - 3e étape du Tour of the Mediterranean
  - 3ea étape du Tour de Basse-Saxe (contre-la-montre par équipes)
  - Tour de Rhénanie-Palatinat :
    - Classement général
    - Prologue (contre-la-montre par équipes)

  - 2e du championnat de RDA sur route
  - 3e du Tour de Basse-Saxe
  - 3e du Tour de Thuringe
- 1984
  - Ruban granitier breton :
    - Classement général
    - Prologue et 4eb étape (contre-la-montre)
- 1985
  - 1reb et 5e étapes du Tour de Basse-Saxe
  - 2e du Tour de RDA
  - 3e du Tour de Basse-Saxe
- 1986
  - 2e du Tour de Cuba
  - 2e du Circuit franco-belge
  -  Médaillé de bronze du championnat du monde du contre-la-montre par équipes
- 1987
  - 2e étape du Tour de Grèce
  - 1re et 6e (contre-la-montre par équipes) étapes du Tour de Yougoslavie
  - 3e du Tour de Hesse
- 1988
  - 8e étape du Tour de Yougoslavie
  - 4e étape du Tour de RDA
  - 2e du Tour de RDA
  - 3e du Tour de Grèce
- 1989
  - Tour de l'Oder
- 1990
  -  Champion du monde militaire du contre-la-montre par équipes (avec Falk Boden, Hagen Bernutz et Ralf Koldewitz)
  - 3e de Paris-Bourges
  - 3e du Bol d’or des amateurs
- 1991
  - 2e du championnat d'Allemagne du contre-la-montre par équipes
  - 3e du Tour de Saxe
- 1992
  - 3e du championnat d'Allemagne du contre-la-montre par équipes